# Aquascutum

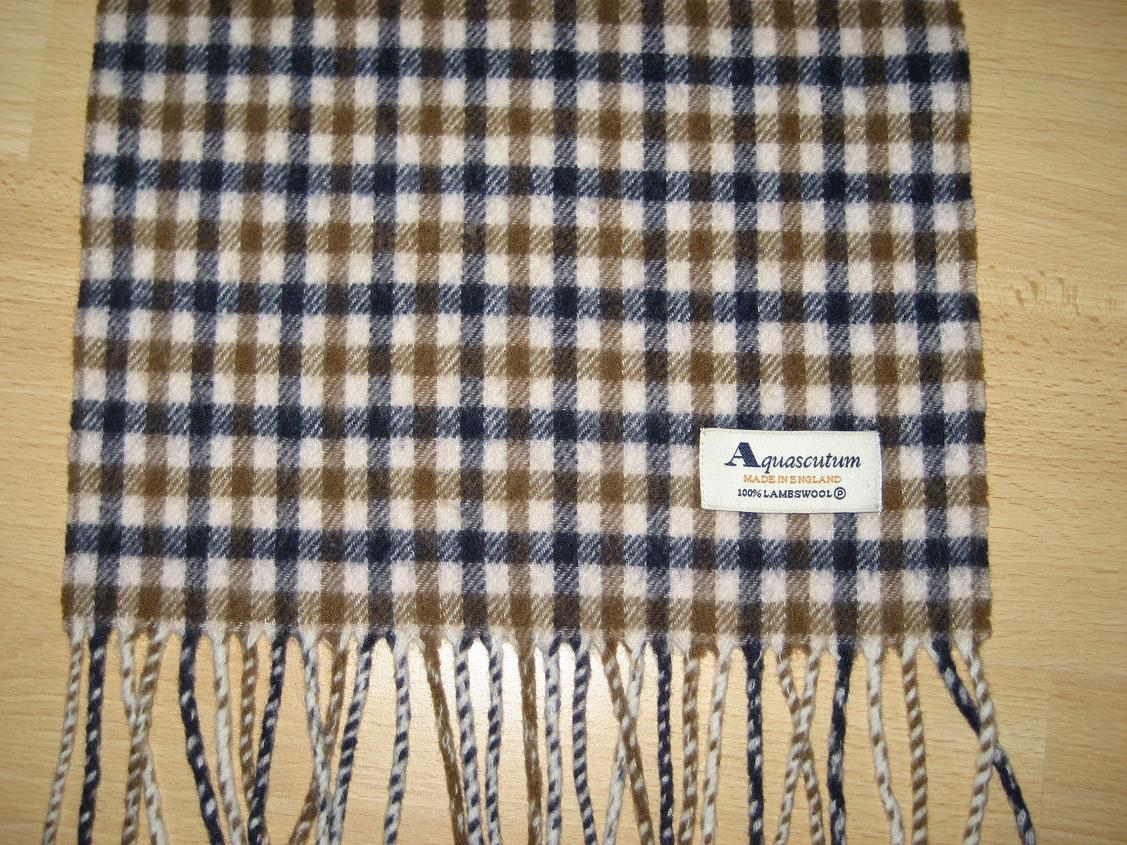
Een Aquascutum sjaal, dat de 'House Check', het patroon, van Aquascutum toont

Aquascutum is een luxueus Brits kledingmerk. In april 2012 werd het merk door Jaeger verkocht aan het Chinese YGM Trading.

## Bedrijfsgeschiedenis
Aquascutum werd opgericht in 1851 toen kleermaker en ondernemer John Emary een herenkledingwinkel opende aan Regent Street. In 1853, na succesvol de eerste waterdichte wol geproduceerd te hebben, patenteerde hij zijn ontdekking en hernoemde de onderneming naar 'Aquascutum', Latijn voor waterschild. Hierdoor geldt Aquascutum, samen met het rivaliserende Burberry, als de uitvinder van de trenchcoat.
Het bedrijf nam een hoge vlucht toen het door het Britse ministerie van Defensie gevraagd werd om overjassen te produceren voor officieren gedurende de Krimoorlog (1853-1856). In de twintigste eeuw deed het ministerie opnieuw een beroep op Aquascutum, ditmaal om regenjassen voor alle rangen te laten produceren gedurende beide wereldoorlogen.
In 1900 nam Aquascutum als een van de eerste kledingwinkels een apart vrouwelijk segment op in het aanbod. De waterdichte capes en overjassen waren extreem populair bij de Britse suffragettes, die streden voor vrouwenemancipatie.
Gedurende de jaren 1980 en 1990 speelde het bedrijf zich opnieuw in de kijker doordat Kingsley Matheson Pink, directeur van de winkel aan Regent Street, de Britse premier Margaret Thatcher kleedde. Dit gold ook voor het historische bezoek van Thatcher aan de Sovjet-Unie, waar ze niet alleen overjassen en maatpakken droeg van Aquascutum, maar ook baljurken en avondkleding.
Tot 1990 was Aquascutum een familiebedrijf, toen het werd overgenomen door het Japanse textielconglomeraat Renown Incorporated. Dit bedrijf deed het in 2009 van de hand aan het Britse Jaeger, dat het op zijn beurt in 2012 weer verkocht aan het Chinese YGM Trading.

## Bekende klanten
Naast Margaret Thatcher heeft Aquascutum door de eeuwen heen nog vele groten der aarde voorzien van kleding en dan met name aristocraten, politici en acteurs, onder wie drie prinsen van Wales, prins Reinier III van Monaco, Winston Churchill, Lauren Bacall, Sophia Loren, Cary Grant, Michael Caine, John Major, Pierce Brosnan en Humphrey Bogart. De iconische regenjas van laatstgenoemde in de film Casablanca was ook gemaakt door Aquascutum.

## Hofleverancier
Ook verkreeg het bedrijf meerdere malen het predicaat van Brits hofleverancier, onder meer in:
- 1897 de prins van Wales, later koning Eduard VII
- 1903 de prins van Wales, later koning George V
- 1911 koning George V
- 1920 de prins van Wales, later koning Eduard VIII en hertog van Windsor
- 1947 koningin Elizabeth, vrouw van koning George VI
- 1952 nogmaals Elizabeth, inmiddels koningin-moeder